# Бориново
Бо́риново (болг. Бориново) — село в Смолянській області Болгарії. Входить до складу общини Мадан.

## Населення
За даними перепису населення 2011 року у селі проживали 223 особи.
Національний склад населення села:
| Національність   | Кількість осіб | Відсоток |
| ---------------- | -------------- | -------- |
| турки            | 52             | 45,6%    |
| болгари          | 48             | 42,1%    |
| цигани           | 0              | 0%       |
| інша             | 10             | 8,8%     |
| не визначились   | 4              | 3,5%     |
| Всього відповіли | 114            |          |

Розподіл населення за віком у 2011 році:
Динаміка населення: